# Pedro Areso
Pedro Pablo Areso Aramburu, plus connu comme Pedro Areso, né le 29 juin 1911 à Ordizia (Pays basque, Espagne) et mort le 1er décembre 2002, est un footballeur international espagnol des années 1930 et 1940 qui s'est ensuite reconverti en entraîneur. Il jouait au poste de défenseur.

## Biographie

### Clubs
Après s'être formé au Villafranca Unión Club et avoir débuté professionnellement au Tolosa CF en 1930, Pedro Areso signe au Real Murcie en 1931. 
En 1932, il est recruté par le Real Betis où il obtient ses plus grands succès sportifs en formant une excellente charnière défensive avec Serafín Aedo. Avec le Betis, il gagne le championnat d'Espagne en 1935.
En été 1935, il signe au FC Barcelone, mais la Guerre civile espagnole qui éclate en juillet 1936 brise sa carrière de joueur. En 1937, il joue dans les rangs de l'équipe du Pays basque qui dispute plusieurs matchs en Europe et en Amérique. Il joue ensuite dans divers clubs sud-américain comme le Tigre et le Racing de Avellaneda jusqu'au terme de sa carrière de joueur vers 1940.

### Équipe nationale
Pedro Areso débute avec l'équipe d'Espagne en janvier 1935 face à la France (victoire 2 à 0). Il joue ensuite deux autres matchs avec l'Espagne, face au Portugal (3 à 3) et l'Allemagne (1 à 2).

### Entraîneur
Pedro Areso commence sa carrière d'entraîneur en 1945. En 1946, il entraîne le Racing de Santander. En 1963, il entraîne l'Espanyol de Barcelone en tandem avec Alejandro Scopelli mais les mauvais résultats l'empêchent de finir la saison à son poste. Il entraîne aussi au Portugal, Venezuela, Argentine et Chili. 
Pedro Areso établi sa résidence au Mexique où il décède entre 1987 et 1988.

## Palmarès
Avec le Real Betis :
- Champion d'Espagne en 1935